# نذیر احمد دهلوی

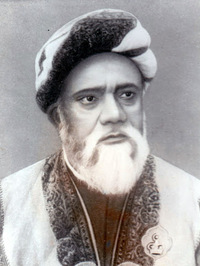
نذیر احمد دهلوی، فعال اجتماعی اهل هند

مولوی نذیر احمد دهلوی، رمان‌نویس اردو، اصلاح‌طلب اجتماعی و مذهبی و سخنور بود.

## زندگی
نذیر احمد در سال ۱۸۳۱ در خانواده ای از دانشمندان در روستای Rehar ، منطقه Bijnor ، UP ، هند متولد شد. پدرش ، سعادت علی خان ، معلم یک مدرسه علمیه مذهبی بود. او تا نه سالگی در فارسی و عربی در خانه تحصیل کرد. وی سپس به مدت پنج سال دستور زبان عربی را تحت راهنمایی نصرالله صاحب فرا گرفت. 